# Albert Miralles
Albert Miralles Berge (Barcelona, 14 de mayo de 1982) es un exbaloncestista español que disputó de 18 temporadas como profesional entre España e Italia. Con 2,06 metros de altura y su posición en la cancha era la de pívot.

## Trayectoria
Formando en las categorías inferiores del Joventut de Badalona, sale del equipo en el año 2001 para jugar con el Club Ourense Baloncesto, hecho que le produjo un contencioso con el Joventut. Llegó a ser considerado como una gran promesa del baloncesto español, siendo elegido en la trigésimo novena posición del Draft de la NBA de 2004 por los Toronto Raptors e internacional por España con 23 años. Su carrera se desarrolló entre España e Italia, además de un año en Alemania en el ALBA Berlín. 
Sus últimos cuatro años de profesional jugó en el Joventut de Badalona, en un equipo con gran cantidad de jugadores jóvenes y en formación, y donde coincide con otros jugadores veteranos como Sergi Vidal y Sitapha Savané. En la ACB ha jugado 326 partidos con un promedio 6,5 puntos y 4 rebotes por partido, y en la máxima competición italiana, la Lega, promedió 9,4 puntos y 6 rebotes en 112 partidos.